# Samuel Jackson Holmes
Samuel Jackson Holmes (* 7. März 1868 in Henry, Illinois; † 5. März 1964 in Oakland, Kalifornien) war ein US-amerikanischer Zoologe und Vertreter der Eugenik in den USA.

## Leben
Holmes studierte an der University of California, Berkeley Biologie mit dem Master-Abschluss 1895 und wurde 1897 an der University of Chicago promoviert. Danach lehrte er ein Jahr an einer Schule in San Diego, war 1898 bis 1904 Instructor für Zoologie an der University of Michigan und 1905 bis 1911 an der University of Wisconsin und war ab 1912 Associate Professor und ab 1917 Professor in Berkeley als Nachfolger seines Lehrers Harry Beal Torrey. Ab 1938 war er Professor Emeritus.
Er befasste sich mit experimenteller Morphogenese, Genetik, Verhaltensforschung und wandte sich später der Eugenik zu und thematisierte in Vorträgen die in seinen Augen problematische Zunahme mexikanischer Einwanderer in Kalifornien.
Er war seit 1909 verheiratet und hatte fünf Kinder. 1924 wurde er in die American Academy of Arts and Sciences gewählt.

## Schriften
- Synopsis of California Stalk-Eyed Crustacea, California Academy of Sciences 1900
- Biology of the Frog, Macmillan 1907
- Evolution of Animal Intelligence, H. Holt 1911
- Studies in Animal Behavior, R. G. Badger 1916
- Elements of Animal Biology, P. Blakiston’s Son & Co. 1919
- The Trend of the Race, Harcourt, Brace 1921
- Louis Pasteur, Harcourt, Brace 1921, 1924
- Studies in Evolution and Eugenics, Harcourt, Brace 1923
- A Bibliography of Eugenics, University Of California Press 1924
- Life and Evolution: An Introduction to General Biology, Harcourt, Brace 1926 *The Eugenic Predicament, Harcourt, Brace 1933.
- Human Genetics and Its Social Import, McGraw Hill 1936
- General Biology 1937
- The Negros’ Struggle For Survival, University Of California Press 1938
- Life and Morals, Macmillan 1948